# 找到回家的路
〈找到回家的路〉是美国歌手麥莉·希拉作为电影角色演唱的一首歌曲，由美国创作型歌手泰勒·斯威夫特和美国歌手马丁·约翰逊共同创作，收录于《汉娜·蒙塔娜：电影版》原声带中。歌曲的曲风是鄉村流行，其歌词传达了在家乡中找到温暖的主题。
歌曲发行后获得了主流乐评的好评，乐评称赞其切合电影主题。商业上，歌曲在美国和加拿大分别取得了第81和76的最高排位，并以超过500,000销售单元被美國唱片業協會认证为金唱片。2009年3月，歌曲的音乐视频与《汉娜·蒙塔娜：电影版》的家庭发行同期进行。

## 背景与发行
美国创作型歌手泰勒·斯威夫特在《汉娜·蒙塔娜：电影版》制片人发送电邮请求在电影中使用她的歌曲后开始参与该电影的工作。斯威夫特同意友情客串电影，演唱歌曲〈再瘋一點〉，并与男生愛女生的主唱马丁·约翰逊共同创作一首歌曲。在接受MTV的采访时，约翰逊表示斯威夫特非常有才华和创意，能够制作出既引人注目又富有情感的流行音乐。两人一起创作歌曲的过程充满乐趣。
〈找到回家的路〉是《汉娜·蒙塔娜：电影版》的结束曲。在电影中，希拉作为流行歌星在舞台上表演这首歌曲，以从开发商手中拯救家乡的一座珍贵的公园。在这一场景中有超过2,000名臨時演員。歌曲的卡拉OK版也收录于原声带的卡拉OK系列。

## 词曲
根据AllMusic的说法，〈找到回家的路〉和专辑的主题一样，融合了乡村和流行风格。歌曲以降E大調创作，以四四拍子演绎，其速度为160拍每分钟。希拉在歌曲中的音域介于B♭3至B4之间，涵盖一个八度。歌曲的和弦進行为E♭5—D5—E♭5。歌曲的歌词与电影主题类似，探讨了寻根的重要性。About.com的沃倫·特魯伊特（Warren Truitt）认为歌曲传达了“即便是流行明星也总能在他们的家乡找到安全的港湾这一观点”。

## 专业评价
歌曲获得了主流乐评的好评。西門·威明（Simon Weaving）在Screenwize.com谈到歌曲时表示，影片中的冲突“大都通过一系列简单、甜美的流行歌曲歌词来表达，这些歌词无缝地融入了故事中。”Dvdtown.com的詹姆斯·普拉斯（James Plath）认为歌曲“很好地融入了（电影）叙事”。特魯伊特将歌曲列为汉娜·蒙塔娜最佳歌曲第三名。歌曲入围了第82屆奧斯卡金像獎最佳原创歌曲奖。

## 商业表现
〈找到回家的路〉在2009年4月11日空降《告示牌》Hot 100第87名，并在5月2日取得了其最高排位第81名。歌曲的数字下载亦让歌曲在Hot Digital Songs榜单取得了第52名的成绩。在加拿大， 歌曲在5月2日取得了其最高排位第76名。

## 音乐视频
〈找到回家的路〉的首支音乐视频是为了推广电影《汉娜·蒙塔娜：电影版》的原声带而拍摄的。该视频于2009年3月在迪士尼在線发布，展示了希拉在录音室里演唱的场景，这段视频是《The Miley Sessions》系列推广中的一部分。
2009年8月， 迪士尼頻道将《汉娜·蒙塔娜：电影版》的片段作为歌曲的音乐视频进行首播，以宣传影片的家庭发布。视频开始时，希拉和她的伴舞们站在一个拥挤的户外音乐会舞台上。希拉作为角色汉娜·蒙塔娜身穿西装。希拉开始唱歌后，她和舞者们开始跳舞。视频随后过渡到《汉娜·蒙塔娜：电影》的片段，其中希拉扮演的角色正从一架私人飞机上走下。视频继续在希拉的演出和更多影片片段之间交替，画面包括斯图尔特（Stewart）摘下她的汉娜·蒙塔娜假发以及与影片中的爱情对象特拉维斯·博迪（Travis Body；演员盧卡斯·提爾扮演）的互动。视频进行到一半时，希拉和她的舞者们从舞台后门退出，瞬间换上西部风格的服装，希拉穿着一件西部风格的青色纽扣衬衫，配有红白格子桌布和紫色荷叶边裙摆的舊式襯裙，以及牛仔靴。影片快要结束时，希拉从车里醒来，发现一切都是一场梦。

## 榜单
| 榜单（2009年）                            | 最高 排位 |
| ----------------------------------------- | --------- |
| 加拿大（Canadian Hot 100）                | 76        |
| 美国（《告示牌》百大單曲榜）              | 81        |
| 美國（《告示牌》Billboard Digital Songs） | 52        |

## 认证与销量
| 地區                   | 认证 | 认证单位/销量 |
| ---------------------- | ---- | ------------- |
| 美国（美國唱片業協會） | 金   | 500,000‡      |
| ‡僅含認證的+實際銷量   |      |               |